# Ma đạo thư

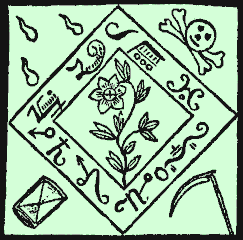
Một bùa hộ mệnh trong quyển ma đạo thư Black Pullet.

Ma đạo thư (tiếng Anh: grimoire) còn được gọi là ma pháp thư, sách phép, sách ma thuật là cuốn sách nói về ma thuật, thường bao gồm các hướng dẫn thực hiện hoặc tạo ra các vật thể ma thuật như bùa hộ mệnh, cách thực hiện ma thuật, bùa chú, bói toán cũng như cách triệu hồi hoặc cầu khẩn các thực thể siêu nhiên như thiên sứ, tinh linh, ác quỷ và cả những vị thần.
Trong nhiều trường hợp, chính hững cuốn sách cũng có sức mạnh ma thuật. Nội dung duy nhất được tìm thấy trong một cuốn ma đạo thư sẽ là thông tin về bùa chú, nghi lễ, việc chuẩn bị các công cụ ma thuật, danh sách các thành phần và sự tương ứng ma thuật của chúng.

## Từ nguyên
Ma đạo thư (魔導書) là từ Hán Việt, trong đó ma đạo (魔導) có nghĩa là dường đẫn đến ma thuật và thư (書) nghĩa là quyển sách, vậy ma đạo thư có nghĩa là "quyển sách dẫn đường đến ma thuật".
Trong tiếng Anh, nguồn gốc của từ grimoire không rõ ràng. Người ta cho rằng thuật ngữ grimoire có nguồn gốc từ từ tiếng Pháp cổ grammaire,  ban đầu được dùng để chỉ tất cả các cuốn sách viết bằng tiếng Latin. Đến thế kỷ 18, thuật ngữ này đã được sử dụng phổ biến ở Pháp và bắt đầu được sử dụng để chỉ những cuốn sách ma thuật. Vào thế kỷ 19, với sự quan tâm ngày càng tăng của người Anh đối với thuyết huyền bí sau khi cuốn sách "The Magus" của Francis Barrett được xuất bản, thuật ngữ này đã du nhập vào tiếng Anh để chỉ sách ma thuật.